# Irfán Khán
Irfán Khán (hindiül: इरफ़ान ख़ान), teljes nevén Irfán Ali Khán (साहबजादा इरफ़ान अली ख़ान), népszerű átírással Irrfan Khan (1967. január 7. – 2020. április 29.) indiai színész, számos bollywoodi filmben és több amerikai produkcióban is szerepelt, többek között a Pi életében, a Jurassic Worldben, az Inferno-ban, de olyan filmekben és sorozatokban is látható volt mint a Gettómilliomos vagy az In Treatment. Legnagyobb sikerű hindi filmje a Hindi Medium volt 2017-ben.
2017-tel bezárólag filmjei összbevétele meghaladta a 3,6 milliárd amerikai dollárt. 2018-ban neuroendokrin daganattal diagnosztizálták. 2020. április 29-én hunyt el kórházban, bélfertőzés következtében.